# Upplands runinskrifter 220
Upplands runinskrifter 220 är en kort inskrift i bogårdsmurens ena hörnsten vid Vallentuna kyrka i Vallentuna socken och Vallentuna kommun i Uppland. Stenen finns på kyrkogårdens västra sida och strax intill en passage genom kyrkogårdsmuren. Inskriften är liksom kyrkan från tidig medeltid.

## Inskriften
Translitterering av runraden:
[dafiþ] (t)ælhdi
Normalisering till runsvenska:
David tælgði.
Översättning till nusvenska:
David tillhögg.

### Fotnoter
1. 1 2 3  Samnordisk runtextdatabas, U 220 M, 2014
2. ↑  Vägvisare till forntiden, Palle Budtz, 1992, Palle Budtz & Brombergs Bokförlag AB, ISBN 91-7608-588-0
3. ↑  Elias Wessén, Sven B.F. Jansson, red (1940-1943). Sveriges runinskrifter. Bd 6, Upplands runinskrifter, del 1. Stockholm: KVHAA. http://www.raa.se/runinskrifter/sri_uppland_b06_text_5.pdf